# Utopia Mountain
Utopia Mountain är ett berg i Kanada.   Det ligger i provinsen Alberta, i den centrala delen av landet, 3 100 km väster om huvudstaden Ottawa. Toppen på Utopia Mountain är 2 602 meter över havet, eller 538 meter över den omgivande terrängen. Bredden vid basen är 16,5 km.
Terrängen runt Utopia Mountain är kuperad österut, men västerut är den bergig. Trakten runt Utopia Mountain är nära nog obefolkad, med mindre än två invånare per kvadratkilometer..
Trakten runt Utopia Mountain består i huvudsak av gräsmarker.